# Meridiano 135 E
O meridiano 135 E é um meridiano que, partindo do Polo Norte, atravessa o Oceano Ártico, Ásia, Oceano Pacífico, Australásia, Oceano Índico, Oceano Antártico, Antártida e chega ao Polo Sul. Forma um círculo máximo com o meridiano 45 W.
Começando no Polo Norte, o meridiano 135º Este tem os seguintes cruzamentos:
| País, território ou mar | Notas                                                                                   |
| ----------------------- | --------------------------------------------------------------------------------------- |
| Oceano Ártico           |                                                                                         |
| Rússia                  | Iacútia Krai de Khabarovsk Oblast Autónomo Judaico Krai de Khabarovsk Krai de Primorsky |
| Mar do Japão            |                                                                                         |
| Japão                   | Ilhas de Honshū e Awaji                                                                 |
| Oceano Pacífico         | Passa a leste da ilha Noemfoor, Indonésia · Passa a oeste da ilha Num, Indonésia        |
| Indonésia               | Ilha da Nova Guiné                                                                      |
| Mar de Arafura          | Passa a leste das Ilhas Aru, Indonésia                                                  |
| Austrália               | Território do Norte Austrália Meridional                                                |
| Oceano Índico           |                                                                                         |
| Oceano Antártico        |                                                                                         |
| Antártida               | Território Antártico Australiano, reclamado pela Austrália                              |